# VK 3001 (P)
VK 3001 (P) Leopard – prototyp niemieckiego czołgu średniego wyprodukowany przez firmę Porsche w 1941 roku.

## Historia
W 1937 roku równolegle z firmą Henschel, zakłady Porsche otrzymały zadanie wybudowania czołgu średniego mającego zastąpić czołg PzKpfw IV. Nowy pojazd miał być wyposażony w armatę 7,5 cm KwK 37 lub 10,5 cm KwK L/28 oraz karabin maszynowy MG 34. Był to pierwszy prototyp Porsche od 1927 roku. Jego rysunki zostały ukończone 5 września 1939 roku przez głównego inżyniera firmy Karla Rabe.
Pojazd miał zostać wyposażony w wieże produkcji firmy Krupp. Planowano wyposażenie prototypu w armaty 75 mm KwK 37 L/24 lub 105 mm KwK L/28. W końcu w lipcu 1941 roku zamówiono sześć wież z działem 88 mm KwK 36 L/56, jednak żadna z nich nie została wyprodukowana. Były one bardzo podobne do tych, które zamontowano później w czołgu PzKpfw VI Tiger. W pojeździe przewidziano użycie dwóch chłodzonych powietrzem silników Porsche Typ 100.
Wyprodukowano zaledwie jeden lub dwa prototypy w zakładach Nibelungenwerke w Austrii pod koniec października 1941 roku. Mimo problemów z zaawansowanym zasilaniem i systemem kierowania pojazdy spisywały się dobrze. Podczas testów rozpędzono pojazd do 60 km/h, jednak przy dużym spalaniu rzędu 170 litrów paliwa na 100 kilometrów. W celu rozwiązania problemów technicznych zaprojektowano nowy silnik Diesla Porsche Typ 200, jednak nigdy nie wszedł on do produkcji.
Projekt przerwano w 1941 roku, jednak doświadczenie nabyte przy jego projektowaniu wykorzystano przy budowie pojazdu VK 4501 (P) – jednego z dwóch prototypów czołgu PzKpfw VI Tiger.